# 駒場東大前站
駒場東大前站（日语：／ Komaba-tōdaimae eki */?）是位於東京都目黑區駒場，屬於京王電鐵井之頭線的鐵路車站。車站編號是IN03。此站是京王電鐵車站之中唯一位於目黑區的車站。

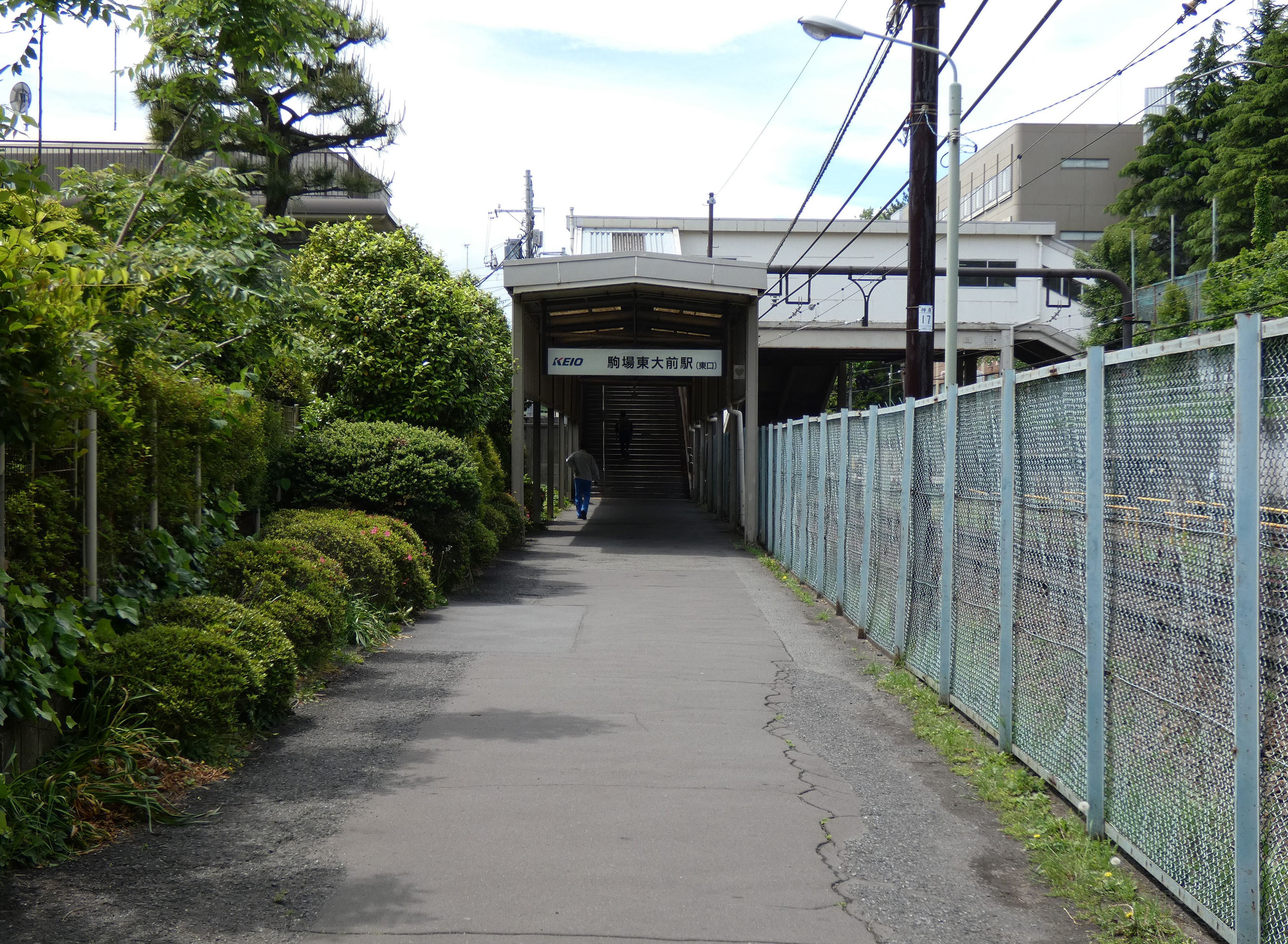
東口（2020年3月）

## 歷史
本站由駒場站與東大前站合併而成，並以此作為站名。上述2站之間的距離僅和現今本站的月台長度相當。而現時仍可以在該站與池之上站間的平交道部分，發現車站合併前的駒場站月台遺跡。本站是井之頭線唯一在戰後才開始營運的車站，也是最新的一座車站。
- 1933年（昭和8年）8月1日 - 隸屬於帝都電鐵的東駒場站及西駒場站開始營運。
- 1935年（昭和10年）8月10日 - 東駒場站改名為一高前站。
- 1937年（昭和12年） - 西駒場站改名為駒場站。
- 1940年（昭和15年）5月1日 - 與小田原急行鐵道合併，成為該公司帝都線的車站。
- 1942年（昭和17年）5月1日 - 小田急電鐵與東京急行電鐵（大東急）合併。
- 1948年（昭和23年）6月1日 - 從東急分離，成立京王帝都電鐵，成為該公司井之頭線的車站。
- 1951年（昭和26年）12月1日 - 一高前站改名為東大前站。
- 1965年（昭和40年）7月11日 - 駒場站與東大前站合併，駒場東大前站開始營運。

## 車站構造

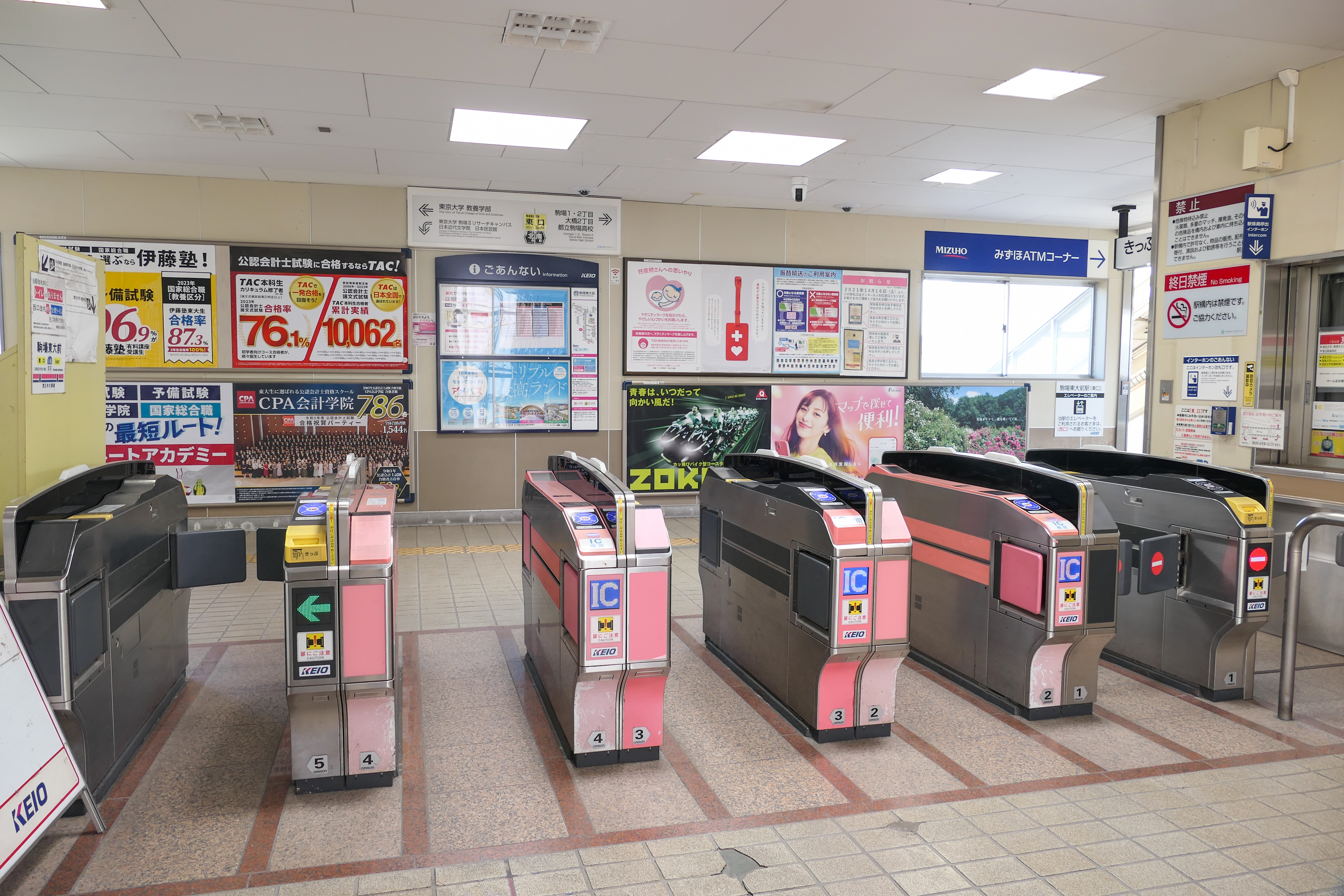
東驗票閘口（2024年3月）

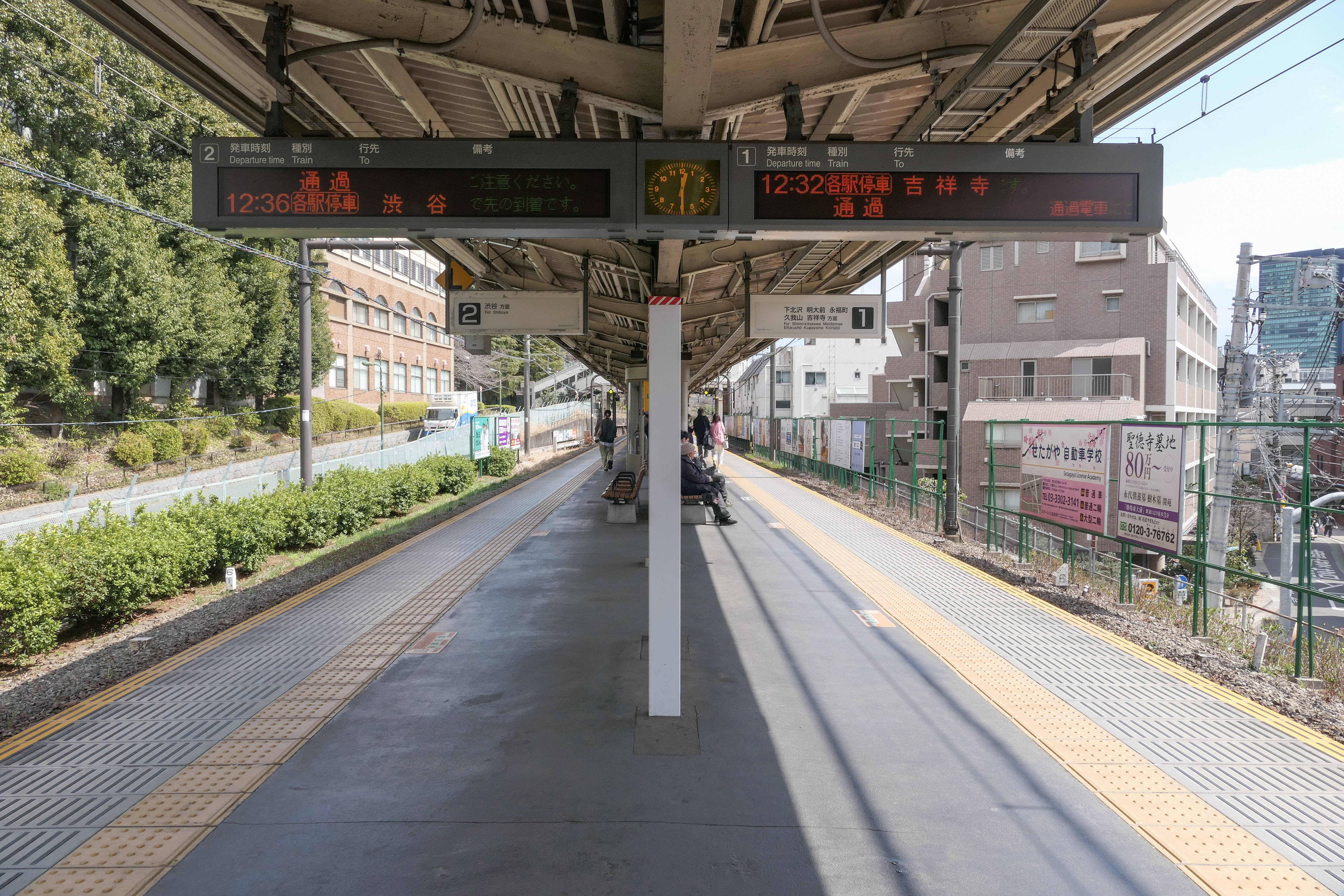
1號與2號月台（2024年3月）

本站為擁有1面2線的島式月台的車站。因應地形傾斜的關係，吉祥寺側為高架月台，澀谷側則架設在一般地面上。本站設有兩處出入閘口：吉祥寺端月台階梯下的西口，以及澀谷端平面上的東口、東大口。澀谷端的站房為橋上站房，有通往東京大學駒場校區校門的東大口，還有一般道路相接的東口等兩處出入口。
月台與西閘口間設有電梯。站內並未設置廁所，有需要的乘客必須利用西口外的目黑區公共廁所。此站亦是京王電鐵公司旗下車站中唯一沒有設置自公司管理的公共洗手間。
2002年因應無障礙空間的改善規劃，於西口的階梯旁設置電梯。相對的，原本通行量就很大的階梯也因此變得比以往狹窄。在電梯設置之後，西口常因通勤、通學乘客的人潮造成滯塞難行。特別是在早上的通勤尖峰時段，下了電車到出了車站需要花費5分鐘以上的時間。

### 月台配置
| 月台 | 路線     | 方向 | 目的地                                     |
| ---- | -------- | ---- | ------------------------------------------ |
| 1    | 井之頭線 | 下行 | 下北澤、明大前、永福町、久我山、吉祥寺方向 |
| 2    | 井之頭線 | 上行 | 澀谷方向                                   |

## 使用情況
2016年度的1日平均上下車人次為39,101人。上下車乘客人數及乘車人數推移如下所記。
| 年度               | 1日平均 上下車人次 | 1日平均 上車人次 | 來源   |
| ------------------ | ------------------ | ---------------- | ------ |
| 1965年（昭和40年） | 47,703             |                  |        |
| 1970年（昭和45年） | 43,864             |                  |        |
| 1975年（昭和50年） | 43,791             |                  |        |
| 1980年（昭和55年） | 36,919             |                  |        |
| 1985年（昭和60年） | 35,021             |                  |        |
| 1990年（平成02年） | 36,261             | 17,868           | [ 5 ]  |
| 1991年（平成03年） |                    | 18,238           | [ 6 ]  |
| 1992年（平成04年） |                    | 18,551           | [ 7 ]  |
| 1993年（平成05年） |                    | 18,323           | [ 8 ]  |
| 1994年（平成06年） |                    | 18,367           | [ 9 ]  |
| 1995年（平成07年） | 37,286             | 18,445           | [ 10 ] |
| 1996年（平成08年） |                    | 18,608           | [ 11 ] |
| 1997年（平成09年） |                    | 18,189           | [ 12 ] |
| 1998年（平成10年） |                    | 18,008           | [ 13 ] |
| 1999年（平成11年） |                    | 17,481           | [ 14 ] |
| 2000年（平成12年） | 35,669             | 17,575           | [ 15 ] |
| 2001年（平成13年） |                    | 17,923           | [ 16 ] |
| 2002年（平成14年） |                    | 18,074           | [ 17 ] |
| 2003年（平成15年） | 37,443             | 18,456           | [ 18 ] |
| 2004年（平成16年） | 37,390             | 18,458           | [ 19 ] |
| 2005年（平成17年） | 37,606             | 18,619           | [ 20 ] |
| 2006年（平成18年） | 38,110             | 18,970           | [ 21 ] |
| 2007年（平成19年） | 39,017             | 19,601           | [ 22 ] |
| 2008年（平成20年） | 39,927             | 20,071           | [ 23 ] |
| 2009年（平成21年） | 40,411             | 20,315           | [ 24 ] |
| 2010年（平成22年） | 40,024             | 20,063           | [ 25 ] |
| 2011年（平成23年） | 39,297             | 19,682           | [ 26 ] |
| 2012年（平成24年） | 39,119             | 19,510           | [ 27 ] |
| 2013年（平成25年） | 39,813             | 19,890           | [ 28 ] |
| 2014年（平成26年） | 38,878             | 19,408           | [ 29 ] |
| 2015年（平成27年） | 38,767             |                  |        |
| 2016年（平成28年） | 39,101             |                  |        |

### 上下車人次變化
東大前站
- 1964年度：30,617人（車站合併前最終年度）
- 1960年度：22,420人
- 1955年度：14,617人

駒場站
- 1964年度：16,407人（車站合併前最終年度）
- 1960年度：12,621人
- 1955年度：9,798人

## 車站周邊
如同站名所示，當站鄰接東京大學駒場校區，車站北側一帶皆屬於該校校區範圍。除此之外，有許多教育相關機構聚集於駒場一帶。周邊為閑靜的住宅區。車站南側的東西向道路因低於東大校區的關係被通稱為「駒下」，小規模個人商店由昔至今並列於此。另外也有定食屋（簡餐店）、便當店等以學生為主要客群的商店。

### 教育設施
- 東京大學駒場第一校區（教養學部、大學院總合文化研究科、數理科學研究科）
  - 第一高等學校 (舊制)。與一般認知中，有赤門或安田講堂等名建築的東京大學本鄉校區所在位置不同。正門連接著車站的東大口，如果由月台的角度看進校園，教養學部1號館的外觀與安田講堂相似，除了井之頭線沿線居民及學校人員以外，該校區常被誤認為本鄉校區。
- 東京大學駒場第二校區（駒場研究校區。先端科學技術研究中心、東京大學生産產技術研究所等設施）
  - 與駒場第一校區相隔了一點距離，並未連接在一起。
- 大學入試中心（日语：大学入試センター）
- 日本工業大學駒場中學校及高等學校（日语：日本工業大学駒場中学校・高等学校）
- 駒場東邦中學校及高等學校（日语：駒場東邦中学校・高等学校）
- 筑波大学附属驹场中学校及高等学校
- 東京都立國際高等學校（日语：東京都立国際高等学校）
- 東京都立駒場高等學校（日语：東京都立駒場高等学校）
- 東海大學本部（情報設計工學部、法科大學院）
- 東海大學附屬望星高等學校（日语：東海大学付属望星高等学校）東京校

### 其他設施
- 日本民藝館（西口外）
- 駒場公園（西口外）
  - 舊前田侯爵邸洋館
  - 日本近代文学馆
- 駒場國際交流會館
- 駒場野公園（日语：駒場野公園）（站南側、原帝國大學農學部的農場遺跡）
- 目黑區役所（日语：目黒区役所）駒場行政服務窗口（東口外）
- 目黑駒場郵便局（東口外）

## 圖片

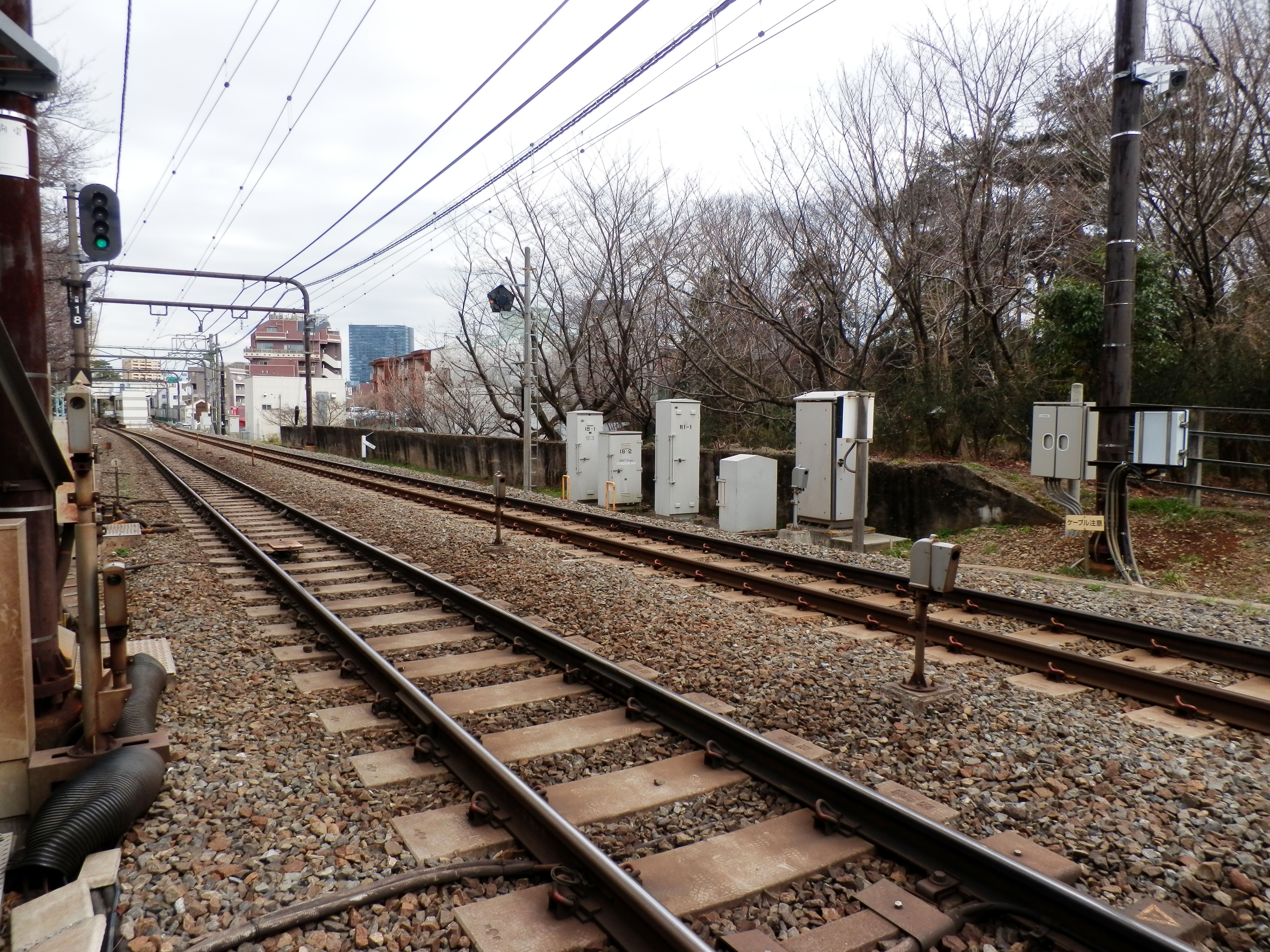
舊駒場站月台遺跡的水泥牆（2012年10月）
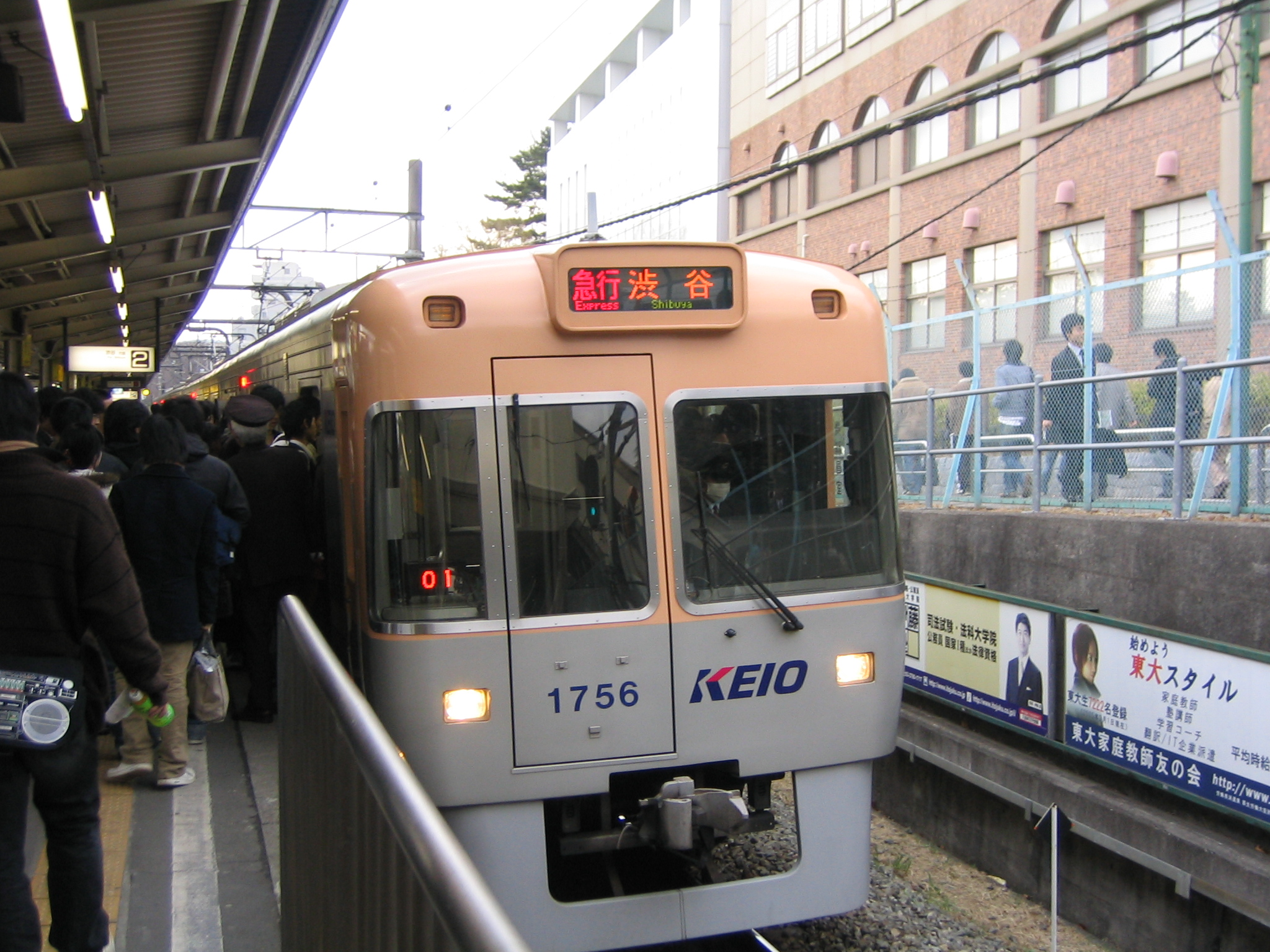
入學測驗當天臨時停靠此站的急行列車（2006年2月）
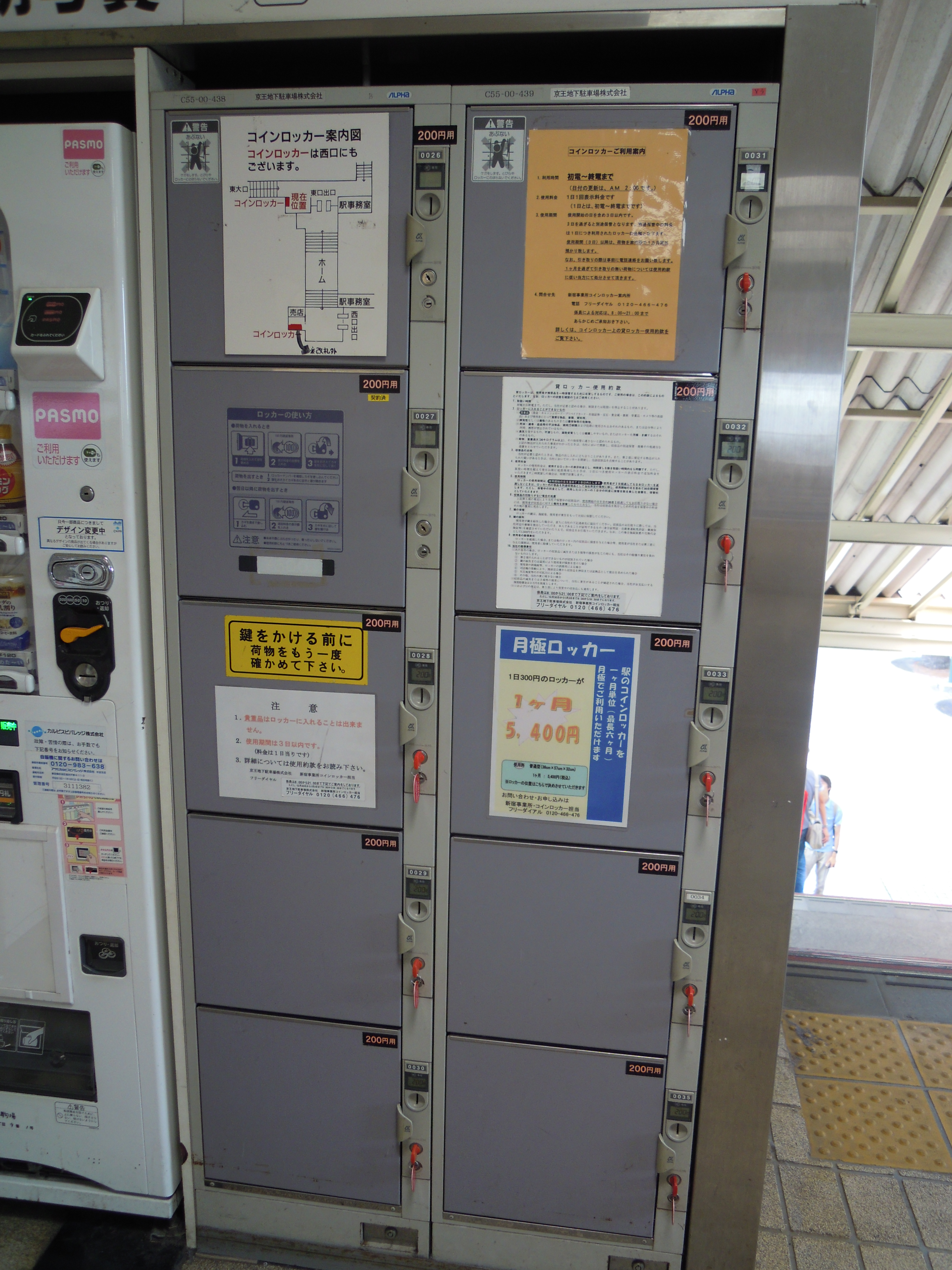
東口剪票口的投幣式置物櫃　2012/07/27
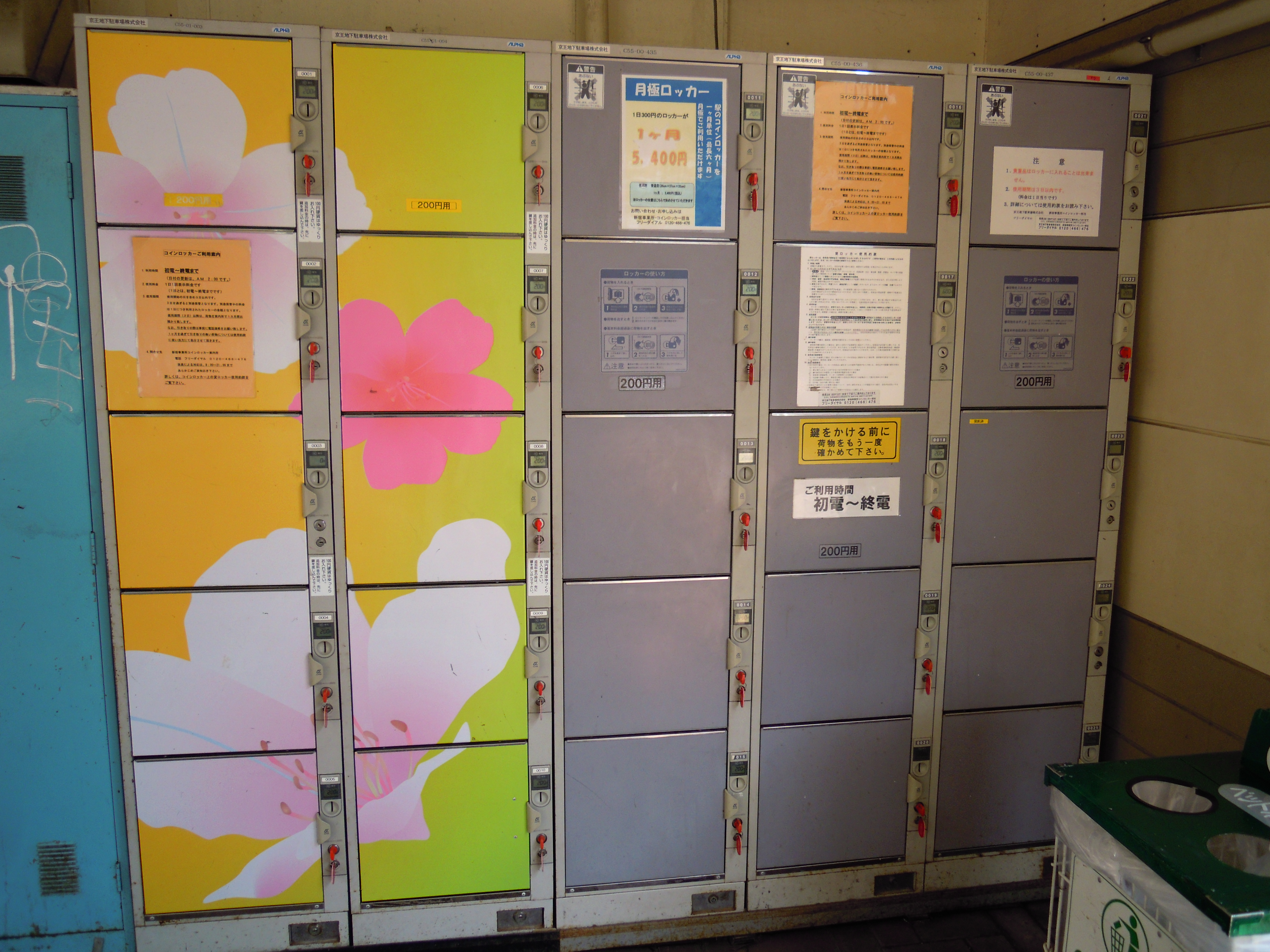
西口剪票口的投幣式置物櫃　2012/07/27

## 相鄰車站
京王電鐵
 井之頭線
■急行
通過
在東京大學駒場校區舉辦大学入学共通考試及入学考試、秋季舉行駒場祭時，急行列車臨時停靠此站。
■各站停車
神泉（IN02）－駒場東大前（IN03）－池之上（IN04）

## 關連項目
- 日本鐵路車站列表

## 外部連結
- 駒場東大前 - 京王電鐵